# Ján Brodňanský
Ján Brodňanský (16. října 1910, Dolný Kubín – 12. ledna 1997, Dolný Kubín) byl slovenský historik, archeolog, speleolog a fotograf.

## Životopis
Po vyučení se v oboru hodinář pracoval v Turčianských Teplicích. Od roku 1948 se začal systematičtěji věnovat výzkumem jeskyní v oblasti Chočských vrchů, Malé a Velké Fatry a Západních Tater. Jeho nálezy fauny z jeskyní jsou ve sbírkách Oravského muzea. Založil oblastní speleologickou skupinu v Dolním Kubíně. Patřil k průkopníkům jeskyňářství na Oravě. Zároveň byl zakládajícím členem Slovenské speleologické společnosti.
Má zásluhy za rozvoj a propagaci turistiky na Oravě. Publikoval články a fotografie s turistickou tematikou v časopisech: Krásy Slovenska, Slovenský kras, Nová Orava, Vysoké Tatry, Památky a příroda. Věnoval se fotografování v oboru jeskyňářství, ochrany přírody, historie a krajinářství. Byl spoluautorem turistických průvodců regionu Orava. Zároveň se věnoval i vysokohorské turistice a horolezectví.
Aktivně pracoval v ochotnickém divadle, v národopisu, ve zpěvokole, v ovocnářství a v tělovýchovné jednotě.